# Перспективная (станция)
Перспекти́вная — железнодорожная станция Московской железной дороги на участке Муратовка — Плеханово, расположена в городе Калуге в границах городского муниципального округа Октябрьский.

## Краткая характеристика
Входит в Московско-Смоленский центр организации работы железнодорожных станций ДЦС-3 Московской дирекции управления движением. По основному применению является промежуточной, по объёму и характеру работы отнесена к 3 классу.
Находится на северо-востоке города. Выход к району города Октябрьский.
Станция относится к Калужскому региону Московской железной дороги. Вокзала на станции нет. Электрификация на станции отсутствует, пассажирское пригородное сообщение осуществляется дизель-поездами и рельсовыми автобусами.
На станции четыре транзитных пути, две боковых пассажирских платформы. Отходят подъездные пути к заводу «Ремпутьмаш» и на базу приёма и переработки вторсырья.

## Пассажирское движение
На станции имеют остановку все пригородные поезда, следующие направлением на: Калугу I, Ферзиково, Алексин, Тулу и Урванку. (4 пары ежедневно и 6 пар по пятницам до Калуги-1, в сторону Тулы: 1 пара по выходным и 3 по будням до Ферзиково, 1 пара до Алексина, по 1 паре до Тулы и Узловой по пятницам и выходным) Пассажирские поезда дальнего следования остановки на станции не имеют.

## Коммерческие операции, выполняемые на станции
- (О) — Посадка и высадка пассажиров на (из) поезда пригородного и местного сообщения. Приём и выдача багажа не производятся.
- (§ 3) — Приём и выдача грузов повагонными и мелкими отправками, загружаемых целыми вагонами, только на подъездных путях и местах необщего пользования.
- (§ 8Н) — Приём и выдача грузов в универсальных контейнерах массой брутто 20 и 24 т на подъездных путях.
- (§ 10Н) — Приём и выдача грузов в универсальных контейнерах массой брутто 24 (30) и 30 т на подъездных путях.
- (§ 11Н) — Приём и выдача грузов в крупнотоннажных 20-футовых контейнерах массой брутто до 41 тонны на подъездных путях.
- (§ 12Н) — Приём и выдача грузов в крупнотоннажных контейнерах массой брутто до 41 тонны на подъездных путях[5].

## Комментарии
1. ↑  На 1 июня 2021 года данные о точных границах региона (отделения) не публиковались в открытых источниках.